# 肌张力
肌张力是肌肉对拉伸或张力的被动抵抗。肌张力参与身体的姿势维持机制和体温控制机制，特别是姿势维持机制据说对于运动或姿势维持期间活跃的骨骼肌的准备状态具有重要意义。